# Sant Abdó i Sant Senen de Santa Pau
Sant Abdó i Sant Senen de Santa Pau és una església de Santa Pau (Garrotxa) inclosa a l'Inventari del Patrimoni Arquitectònic de Catalunya. Entre el coll de Boixedes i el coll de Palomeres, damunt un tossal conegut antigament amb el nom de Puigsacreu, està situada la petita capella d'aquests Sants règuls de Pèrsia. La gent de la zona els anomena Sant Nin i Sant Non.

## Descripció
És un petit temple d'una sola nau amb dos cossos afegits a cada costat, a manera de sagristia, volta de canó molt baixa i la porta dovellada a ponent. Es creu que el seu origen cal remuntar-lo a època romànica. La teulada de l'absis, avui de teules, conserva gran part de lloses originàries, mig amagades. Fou bastida amb carreus ben escairats als angles i les finestres.

## Història
Entre els protocols de la notaria de Santa Pau es conserva l'acta de fundació d'aquesta capella: 13 de juliol de 1417. La tradició popular justifica aquesta devoció i homenatge a unes circumstàncies que varen esdevenir en els indrets de la baronia. El terme havia estat envaït per uns animalots de la mida d'un gos que la gent anomenava "somiots". Llur dany era incalculable: espatllaven els cultius, esvalotaven els ramats, etc. Per a alliberar-se'n, feren el vot solemne d'edificar damunt el Puigsacreu la capella pública sota la invocació d'aquests dos sants.
Es creu que es va decidir d'edificar la capella al Puigsacreu, centre geogràfic de les parròquies de Santa Pau, Batet i Begudà, perquè des de l'ermita es divisa Arles, lloc on foren enterrats els cossos dels dos Sants.